# Букрово-2
Букрово-2 или Букрово,  Букрово 2-е — деревня в Великолукском районе Псковской области России. Входит в состав Шелковской волости.

## География
Расположена на северо-востоке района, в 18 км к северо-востоку от райцентра Великие Луки.

## Население
| 2001 | 2002 | 2010 |
| ---- | ---- | ---- |
| 238  | ↘186 | ↗202 |

Численность населения деревни по оценке на начало 2001 года составляла 238 жителей.

## История
12 сентября 1959 года деревня Букрово стала административным центром Букровского сельсовета. 
С января 1995 до декабря 2014 года Букрово-2 было административным центром Букровской волости.